# Luís Carlos Martins
Luís Carlos Martins (ur. 22 sierpnia 1955 w Cafelândii) – brazylijski trener piłkarski.

## Kariera trenerska
Karierę szkoleniowca rozpoczął w 1986 roku. Trenował kluby Rio Branco-SP, Guaçuano, Paraguaçuense, Noroeste, Matonense, União Barbarense, São Caetano, Portuguesa, Santo André, Oeste, Mirassol, Marília, América-RN, Vila Nova, Remo, Sertãozinho, Guaratinguetá, Pão de Açucar-SP, São Bernardo, Paulista FC, EC Juventude oraz São Caetano

## Sukcesy i odznaczenia

### Sukcesy trenerskie
Oeste
- mistrz Campeonato Brasileiro Série C: 2012

Rio Branco-SP
- mistrz Campeonato Paulista (2ª divisão): 1986